# Ehmedê Xanî
Ehmedê Xanî (født 1650, død 1707) var en kurdisk forfatter, astronom, poet, og filosof. 
Xanî blev født i Hakkari, i det nuværende Tyrkiet. Ehmedê Xanî har bl.a. skrevet "Mem u Zin", som svarer til "Romeo og Julie".